# Großblütige Betonie
Die Großblütige Betonie (Betonica macrantha K. Koch, Syn.: Betonica grandiflora Stephan ex Willd. non Thuill.) ist eine Pflanzenart aus der Gattung der Betonien (Betonica) innerhalb der Familie der Lippenblütler (Lamiaceae).

## Unterscheidung zu anderen Arten
Die Großblütige Betonie ist durch die sehr großen Blüten, die einen deutlichen Duft besitzen, leicht anzusprechen. Alle anderen Betonien-Arten haben kleinere Blüten und besitzen auch keinen Blütenduft.

### Vegetative Merkmale

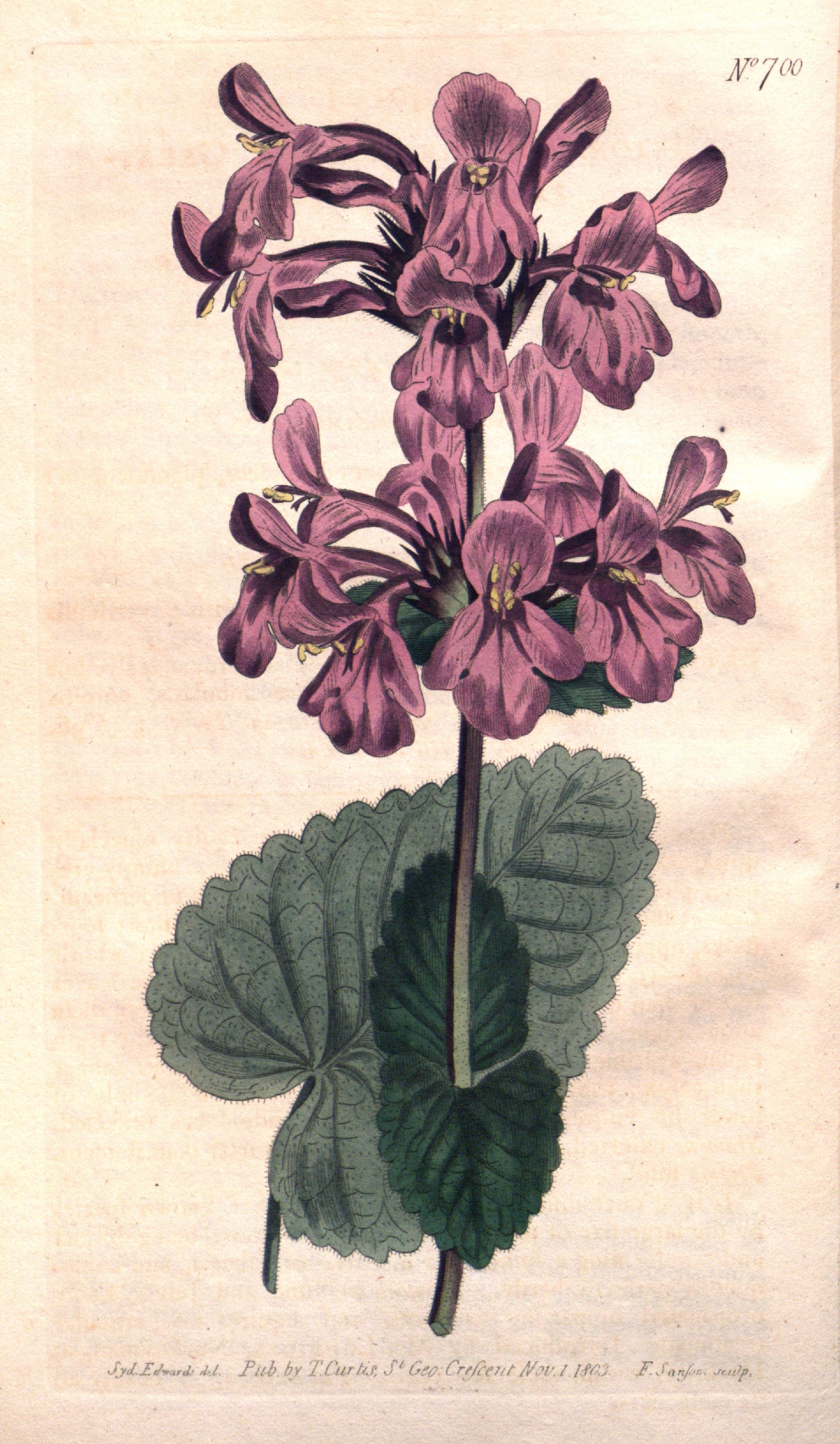
Ikonographie aus Curtis’s Botanical Magazine, Tafel 700, 1804

Die Großblütige Betonie ist eine ausdauernde krautige Pflanze und erreicht Wuchshöhen von zumeist 20 bis 70 Zentimetern. Sie bildet ein unterirdisches, knotiges Rhizom als Überdauerungsorgan aus. Der Stängel wie die Laubblätter stehen in einer grundständigen Rosette zusammen und sind mit einfachen Gliederhaaren dicht behaart. Der aufrechte bis aufsteigende Stängel ist besonders im oberen Teil dicht mit rückwärts gerichteten Haaren (mehrzellige Gliederhaare, 1,5 bis 3 Millimeter lang) bedeckt. Stiele der unteren Stängelblätter sind zur Blütezeit meist abgestorben.

### Generative Merkmale

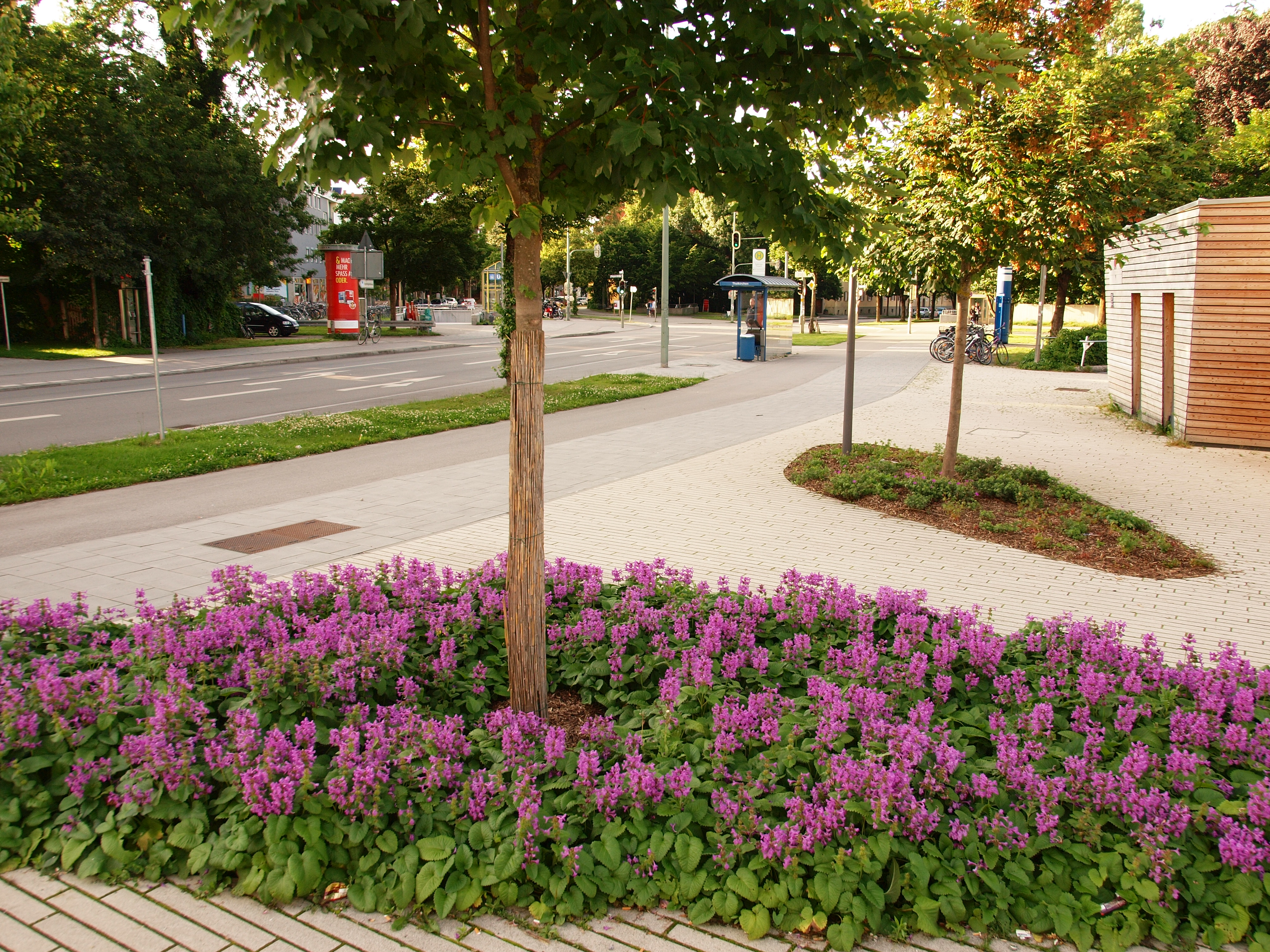
Als Zierpflanze trifft man die robust wachsende Betonica grandiflora auch an öffentlichen Plätzen (hier in München-Thalkirchen). Dabei entspricht die hier verwendete Sorte 'Superba' mit ihrem dichten Scheinquirl der eigentlichen Nominatform, die var. macrantha mit nur einfachem Scheinquirl ist gärtnerisch weniger wertvoll. Die langlebige Staude kann über 30 Jahre an ihrem Pflanzplatz gedeihen.

Die Blütezeit reicht von Juni bis Juli. Die untersten Tragblätter überragen die Blüten deutlich. Der Blütenstand ist schmal unterbrochen und aus zusammengesetzten Scheinquirlen in einer locker stehenden, eiförmigen bis lanzettlichen Scheinähre aufgebaut mit 4 bis 16 Blüten pro Scheinähre.
Die duftenden, zwittrigen Blüten sind zygomorph und fünfzählig mit doppelter Blütenhülle. Der 11 bis 15 Millimeter langen, behaarten Kelchblätter sind zu einer häutigen, netzig-adrigen Kelchröhre, die oft rot-purpurfarbenen und von den Drüsenhaaren klebrig ist und in 4 bis 6 Millimeter langen Kelchzähnen endet. Die lila-, purpurfarbene bis violett-blaue, selten weiße Blütenkrone ist mit einer Länge von 29 bis 35 Millimetern sehr groß. Die Oberlippe ist breit eiförmig mit schwach gezähntem oder schwach gelapptem Rand. Die Unterlippe endet in drei breit eiförmigen Kronlappen.
Die Teilfrüchte sind 4 Millimeter lang sowie 2,7 Millimeter breit.

### Chromosomenzahl
Die Chromosomenzahl beträgt 2n = 16 oder 32.

## Ökologie
Bei Betonica macrantha handelt es sich um einen Hemikryptophyten.

## Vorkommen
Die Betonica macrantha ist vom Pontus über Armenien und nördlichen Iran bis zum Kaukasusraum verbreitet.
Beispielsweise gedeiht Betonica grandiflora im kontinentalen östlichen Großen Kaukasus in der oberen subalpinen Höhenstufe in Höhenlagen von 2200 bis 2500, selten bis zu 2600 Metern. Diese Stufe wird von kaukasischen Birken- und Eschen-Birken-Mehlbeeren-Krummholzwäldern (Krüppelwald aus Litwinows Birke (Betula litwinowii), Kaukasischer Strauch-Birke (Betula raddeana) und Sorbus caucasigena) und Rhododendrongebüschen (Rhododendron caucasicum) gebildet. Innerhalb dieser Stufe kommt sie in subalpinen Rasengesellschaften des Buntschwingels (Festuca varia) mit Pracht-Storchschnabel (Geranium ibericum) vor. Nach Oleg Sergeevič Grebenščikov findet sich das Ökoton der subalpinen Rasen im Kaukasus auf heißen und trockenen Hängen an Standorten ehemaliger Krüppelwälder. Er führt in den 40 bis 100 Zentimeter hohen Blumenrasen neben der Großblütigen Betonie noch folgende Arten an: Anemone fasciculata, Inula magnifica, Polygonum carneum und die Krim-Lilie (Lilium monadelphum).
Als Neophyt verwilderte die Großblütige Betonie aus Gärten; Helmut Gams in Gustav Hegi nannte solche Vorkommen vom Harzgebiet (Hainichwald bei Mühlhausen), bei Ludwigshafen und aus der Schweiz (Zürichhorn seit 1898).

## Etymologie
Sowohl der wissenschaftliche, als auch der deutsche Trivialname leiten sich von der Großblütigkeit der Art zu den näheren Verwandten ab. Im Russischen wird die Art Бүквӣца крупноцветковый genannt, was der wissenschaftlichen Benennung wie dem deutschen Namen entspricht. Im Englischen wird die Art big betony genannt.

## Taxonomie
Diese Art wurde von dem im Russland arbeitenden deutschen Botaniker Christian Friedrich Stephan (1757–1814) im Tal des Terek im Großen Kaukasus südlich des Kasbek erstmals aufgesammelt. Die Erstveröffentlichung von Betonica grandiflora erfolgte 1800 durch Carl Ludwig Willdenow in Species Plantarum, 4. Auflage Band 3, S. 96.
Ein Synonyme für Betonica grandiflora Stephan ex Willd. ist Stachys grandiflora (Stephan ex Willd.) Benth. Nach R. Govaerts ist die gültige Bezeichnung für Betonica grandiflora Stephan ex Willd. non Thuill. Betonica macrantha K.Koch.

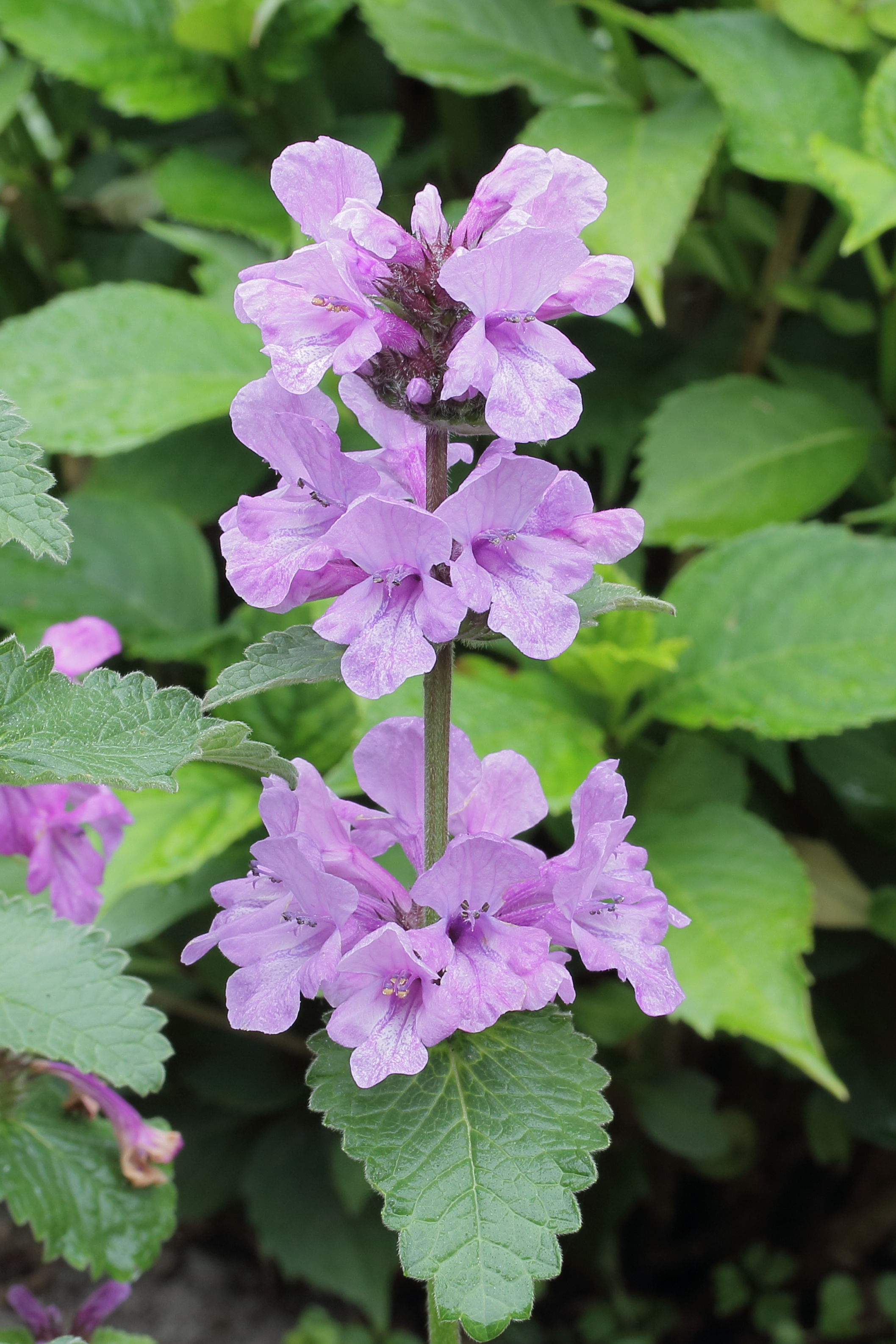
Die Sorte ‘Superba’

## Nutzung
Einige Sorten werden in den gemäßigten Gebieten in Gärten als Zierpflanze verwendet.